# Yvan Makhonine
Yvan (ou Ivan ou Jean) Makhonine (en russe : Иван Иванович Махонин), né à Saint-Pétersbourg (Russie) en 1885 et mort en France le 9 juillet 1973, est un ingénieur et inventeur russe.
Il est notamment l'inventeur du concept de l'aile à géométrie variable, de la configuration du train mû électriquement sur chaque essieu et chaque wagon, en 1920, et du « carburant Makhonine », carburant alternatif présenté comme miraculeux par certaines sources. La lecture de son brevet indique qu'il s'agit simplement d'une transformation de résidus lourds (pétroliers ou autres) par cracking, procédé largement employé dans le domaine pétrolier.

## Biographie
Makhonine effectue ses études à la Faculté de Sciences économiques de l’Université polytechnique de Saint-Pétersbourg. Il crée à Saint-Pétersbourg un bureau d'étude spécialisé en aéronautique au début des années 1900.
Après la révolution d'Octobre, il propose toute une série de projets d'amélioration du réseau ferré et de développement de l'aviation. En 1919 l'usine de Mytichtchi construit, selon ses plans, trois motrices à moteur à explosion pouvant utiliser du pétrole lampant comme carburant. Ces moteurs alimentent des génératrices pour les moteurs électriques de la locomotive. En 1920, le Conseil suprême de l'économie nationale de la RSFSR approuve son projet de motrice électrique à accumulateurs. Les premiers modèles sont assemblés par le Chantier naval de la Baltique à partir de trois locomotives désaffectées de la ligne Saint-Pétersbourg-Moscou. Les accumulateurs (264 pièces, charge de 7500 A×h) ont été récupérés sur des U-Boot. Le 12 octobre 1920, la motrice d'Ivan Makhonine, partie à 8h15 de la gare de Petrograd, atteint Moscou en douze heures, soit une vitesse moyenne de 60 verstes/h (ou 64 km/h). Le train a dû marquer cinq arrêts, et il a fallu recharger les accumulateurs une fois. 
Puis Makhonine se consacre à un ballon dirigeable capable d'emporter 60 000 Poud (env. 982 tonnes). Il peut être tiré par un avion (monoplan ou biplan), une automobile ou un torpilleur, embarquer 1 000 passagers et atteindre une vitesse de 100 verstes/h (env. 107 km/h). La construction de ce dirigeable aurait dû être achevée le 1er mai 1921. Comme le financement d'un tel projet est devenu impossible dans la Russie post-révolutionnaire de Lénine, il décide à l'âge de 36 ans de quitter sa patrie, et émigre en 1922 en France, avec son épouse, la chanteuse d'opéra Natalia Ermolenko-Ioujina,.
Établi 11 rue Brémontier à Paris, Makhonine perd sa femme le 21 septembre 1948,.